# 尚谢雷
尚谢雷是巴西圣卡塔琳娜州的一个市镇。总面积381.41平方公里，总人口40228人，人口密度105.5人/平方公里。